# Советская империя
Советская империя — политическое клише, неформальная характеристика влияния Советского Союза на ряд независимых государств, данная его противниками в Холодной войне. 
Важно помнить, что формально лидеры СССР находились в идеологической оппозиции империализму, но, владея зарубежными колониями, в то же время Советский Союз не имел колоний западноевропейского типа и в нём не был учреждён институт императора. При этом ряд историков утверждает, что политическая система СССР имела характерные для империи черты. Также среди учёных существует мнение о наличии у СССР признаков как многонационального, так и моноэтнического формирования. Кроме того, существует точка зрения о колониальном характере внешней политики СССР. Некоторые левые XX века называли советскую политику социал-империализмом после конца 1950-х годов (особенно часто термин использовали маоисты и ходжаисты).
Несмотря на всё вышесказанное, некоторые исследователи, признавая наличие в СССР определённых признаков колониальной империи, приводят аргументы и различные факты в отношениях СССР со своими государствами-сателлитами в экономическом, культурном и политическом планах в том виде, в котором те были нехарактерны для любой колониальной империи.  
По мнению историка Д. А. Волкогонова, «в результате разрушения царской империи возникла другая, неизмеримо более тираническая».

## Советский империализм
«Советский колониализм» и «советский империализм» — выражения, использовавшиеся западными исследователями и советскими диссидентами для характеристики политики СССР в отношении покорённых стран.

## Влияние Советского Союза
Советская империя включала собственно СССР и ряд государств-сателлитов. Данные государства, будучи членами СЭВ, являлись ближайшими союзниками СССР. Страны Восточной Европы также участвовали в Организации Варшавского договора («Восточный блок»).
- Народная Республика Болгария
- Республика Куба
- Чехословацкая Социалистическая Республика
- Германская Демократическая Республика
- Венгерская Народная Республика
- Монгольская Народная Республика
- Польская Народная Республика
- Социалистическая Республика Румыния
- Демократическая Республика Вьетнам / Социалистическая Республика Вьетнам (после 1975 года)
- Народная Социалистическая Республика Албания (прекратила участие в СЭВ в 1961 году)
- Корейская Народно-Демократическая Республика поддерживала дружественные отношения с СССР[10], однако корейское правительство воздерживалось от полного присоединения к структурам стран социализма (например, состоя лишь страной-наблюдателем в СЭВ).

## СССР и Третий мир
Руководители многих стран Третьего мира поддерживали СССР как участника Холодной войны. В советской политической терминологии это страны, вставшие на «социалистический путь развития» (к странам «развитого социализма» относились государства ОВД и СЭВ). Москва оказывала союзникам военную и экономическую помощь в обмен на политические уступки. В ряде случаев советское руководство утрачивало влияние над союзниками. Причиной тому было ослабление или свержение лояльной Союзу местной власти.
Некоторые государства из приведённого списка не руководились коммунистическими партиями. Они выделены курсивом.
- Объединённая Арабская Республика (1954—1973)
- Сирия (1955—1991)
- Ирак (1958–1963; 1968–1990)
- Гвинея (1960—1978)
- Сомали (1961—1977)
- Гана (1964—1966)
- Перу (1968—1975)
- Судан (1968—1972)
- Ливия (1969—1991)
- Республика Конго (1969—1991)
- Чили (1970—1973)
- Южный Йемен (1969—1990)
- Уганда (1966—1971)
- Мадагаскар (1972—1991)
- Эфиопия (1974—1991)
- Лаос (1975—1991)
- Бенин (1975—1989)
- Мозамбик (1975—1990)
- Ангола (1977—1991)
- Афганистан (1978—1991)
- Гренада (1979—1983)
- Никарагуа (1979—1990)
- Камбоджа (1979—1989)

## Соцстраны в оппозиции СССР
Правительства некоторых социалистических государств открыто осуждали многие направления политики СССР. Несмотря на сходство их политических систем с советской моделью, их отношения с Москвой часто не выходили за рамки формальных соглашений, порой возникали кризисные ситуации, в ряде случаев перераставшие в вооружённые конфликты.
- Социалистическая Федеративная Республика Югославия (1948—1955, см. Коминформ)
- Народная Социалистическая Республика Албания (после разрыва СССР с Китаем)
- Китайская Народная Республика (после разрыва с СССР)
- Демократическая Кампучия (1975—1979, из-за разрыва СССР с Китаем и войны с Вьетнамом)
- Сомалийская Демократическая Республика (1977—1991, из-за войны за Огаден)